# Zuniga magna
Zuniga magna är en spindelart som beskrevs av George William Peckham och Elizabeth Maria Gifford Peckham 1892. 
Zuniga magna ingår i släktet Zuniga och familjen hoppspindlar. Inga underarter finns listade i Catalogue of Life.